# Qualificazioni alla Tiger Cup 1998
Le qualificazioni per la Tiger Cup 1998 vennero ospitate da Myanmar dal 14 al 18 marzo 1998 e da Singapore dal 24 al 28 marzo 1998.

## Qualificazioni

### Gruppo A
| Data          | Luogo  | Squadra 1 | Risultato | Squadra 2 |
| ------------- | ------ | --------- | --------- | --------- |
| 14 marzo 1998 | Yangon | Birmania  | 4 - 1     | Brunei    |
| 16 marzo 1998 | Yangon | Laos      | 2 - 1     | Brunei    |
| 18 marzo 1998 | Yangon | Birmania  | 3 - 0     | Laos      |

| squadra  | P.ti | G | V | N | P | GF | GS | DR |
| -------- | ---- | - | - | - | - | -- | -- | -- |
| Birmania | 6    | 2 | 2 | 0 | 0 | 7  | 1  | +3 |
| Laos     | 3    | 2 | 1 | 0 | 1 | 2  | 4  | -2 |
| Brunei   | 0    | 2 | 0 | 0 | 2 | 2  | 6  | -4 |

### Gruppo B
| Data          | Luogo     | Squadra 1 | Risultato | Squadra 2 |
| ------------- | --------- | --------- | --------- | --------- |
| 24 marzo 1998 | Singapore | Singapore | 1 - 0     | Filippine |
| 26 marzo 1998 | Singapore | Cambogia  | 1 - 1     | Filippine |
| 28 marzo 1998 | Singapore | Singapore | 3 - 0     | Cambogia  |

| squadra   | P.ti | G | V | N | P | GF | GS | DR |
| --------- | ---- | - | - | - | - | -- | -- | -- |
| Singapore | 6    | 2 | 2 | 0 | 0 | 4  | 0  | +4 |
| Filippine | 1    | 2 | 0 | 1 | 1 | 1  | 2  | -1 |
| Cambogia  | 1    | 2 | 0 | 1 | 1 | 1  | 3  | -2 |